# Moscha
Die Moscha (russisch Моша) ist ein rechter Nebenfluss der Onega in der Oblast Archangelsk in  Nordwestrussland.
Die Moscha bildet den Abfluss des Bolschoje Moschenskoje-Sees.  
Die Moscha durchfließt die Verwaltungsbezirke Njandoma und Plessezk in nordwestlicher Richtung.
Dabei nimmt sie die Nebenflüsse Iksa (links), Lim (rechts), Schoschma (links), Lepscha (rechts) und Lelma (links) auf.
Sie mündet schließlich 45 km südwestlich von Plessezk in die Onega.
Die Moscha hat eine Länge von 131 km. Sie entwässert ein Areal von 8450 km². 
Der mittlere Abfluss 12 km oberhalb der Mündung beträgt 65 m³/s.
Im Mai führt die Moscha Hochwasser.